# Montemarzino
Montemarzino és un municipi situat al territori de la província d'Alessandria, a la regió del Piemont (Itàlia).
Limita amb els municipis d'Avolasca, Casasco, Momperone, Monleale, Montegioco, Pozzol Groppo i Volpedo.
Pertanyen al municipi les frazioni de Barca, Costa, Reguardia, Roncascinate, Scrimignano, Segagliate i Zebedassi.